# Llengua Nǁng
El Nǁng [ᵑǁŋ] o Nǁŋ!ke, sovint conegut pel nom del seu dialecte N|uu (N|huki), és una llengua en extrem risc d'extinció de Sud-àfrica, inclosa dins de les llengües tuu i parlada l'any 2013 per tres persones del dialecte Nǀuu i dues del dialecte ǁʼAu. L'any 2020, aquesta xifra va baixar a dos parlants. Ja no es parla diàriament, perquè els parlants viuen a diferents pobles.
El nom dialectal ǂKhomani és utilitzat per a tot el poble originalment parlant d'aquesta llengua per part del govern sud-africà, però els descendents dels parlants de ǂKhomani, una variant extinta, ara parlen khoi-khoi.